# Mother’s Daughter
«Mother’s Daughter» — песня, записанная американской певицей Майли Сайрус для её второго студийного мини-альбома «She Is Coming» и седьмого студийного альбома She Is Miley Cyrus. Выпущена 11 июня 2019 года лейблом RCA Records как промосингл.

## История
«Mother’s Daughter» (Дочь матери) длится три минуты тридцать девять секунд. Песня была написана Майли Сайрус совместно с американским музыкантом Эндрю Уайеттом и финской певицей Альмой Миеттинен, в то время как его производство было сделано Уайеттом. Лирически, песня была описана как гимн расширения прав и возможностей женщин. Она посвящена прочным отношениям дуэта мать-дочь и рассказывает о том, что рассказала ей мать певицы Тиш Сайрус.
Вслед за релизом мини-альбома She Is Coming, сингл «Mother’s Daughter» дебютировала на 54-м месте в американском хит-параде Billboard Hot 100. Это 47-е попадание Сайрус в этот чарт и её высшее достижение за последние пять лет после высшего дебюта «Adore You» попавшего на 42-е место вслед за релизом Bangerz в 2013 году.
Сайрус впервые исполнила песню «Mother’s Daughter», вместе с «Cattitude» и «D.R.E.A.M.», в программе BBC Radio 1’s Big Weekend в Middlesbrough 25 мая 2019 года. Она также спела её 31 мая 2019 года на музыкальном фестивале Primavera Sound в Барселоне (Испания), затем 1 июня на фестивале Orange Warsaw Festival в Варшаве (Польша), 28 июня на Tinderbox в Оденсе (Дания), и 30 июня на рок-фестивале Гластонбери в Pilton.

## Музыкальное видео
Официальное музыкальное видео вышло 2 июля 2019 года на аккаунте певицы в You Tube. Режиссёр Alexandre Moors. Видео соединяет кадры поп-звезды, исполняющей «Mother’s Daughter», с дерзкими изображениями, которые прославляют женское и гендерно несоответствующее тело во всех его формах. В клипе принимают участие множество гостей, в том числе модели Аарон Филип и Касил Макартур (Casil McArthur), скейтбордистка Лэйси Бейкер, танцовщица Амазон Эшли (Amazon Ashley), актриса Анджелина Дуплисеа (Angelina Duplisea), 11-летняя активистка Мари Копени (Mari Copeny) и собственная мама певицы 52-летняя Тиш Сайрус.

## Участники записи
По данным Tidal.
- Майли Сайрус — вокал, автор
- Альма — автор
- Эндрю Уайатт — продюсер, автор
- Jacob Munk — звукорежиссёр
- John Hanes — звукорежиссёр
- Tay Keith — программист
- Serban Ghenea — микширование

## Чарты
| Чарт (2019)                                | Высшая позиция |
| ------------------------------------------ | -------------- |
| Австралия (ARIA)                           | 21             |
| Австрия (Ö3 Austria Top 40)                | 49             |
| Бельгия/Фландрия (Ultratip Bubbling Under) | 9              |
| Бельгия/Валлония (Ultratip Bubbling Under) | 38             |
| Bulgaria (PROPHON)                         | 7              |
| Канада (Billboard Canadian Hot 100)        | 31             |
| China Airplay/FL (Billboard)               | 4              |
| Чехия (Rádio — Top 100)                    | 81             |
| Чехия (Singles Digitál Top 100)            | 10             |
| France (SNEP)                              | 177            |
| Германия (GfK)                             | 75             |
| Венгрия (Single Top 40)                    | 10             |
| Венгрия (Stream Top 40)                    | 8              |
| Ireland (IRMA)                             | 22             |
| Italy (FIMI)                               | 86             |
| Latvia (Latvijas Top 40)                   | 4              |
| Нидерланды (Single Top 100)                | 100            |
| New Zealand (Recorded Music NZ)            | 21             |
| Польша (Polish Airplay Top 100)            | 21             |
| Шотландия (OCC Scotland)                   | 14             |
| Словакия (Singles Digitál Top 100)         | 10             |
| Spain (PROMUSICAE)                         | 81             |
| Sweden (Sverigetopplistan)                 | 76             |
| Швейцария (Schweizer Hitparade)            | 48             |
| Великобритания (OCC UK Singles)            | 29             |
| США (Billboard Hot 100)                    | 54             |
| США (Billboard Adult Pop Airplay)          | 40             |
| США (Billboard Pop Airplay)                | 27             |
| US Rolling Stone Top 100                   | 9              |

## Сертификации
| Регион | Сертификация | Продажи |
| --- | ------------ | ------- |
| Австралия (ARIA) | Золотой      | 35 000  |
| Польша (ZPAV) | Платиновый   | 20 000  |
| Великобритания (BPI) | Серебряный   | 200 000 |
| * Данные о продажах приведены только на основе сертификации. · ^ Данные о тиражах приведены только на основе сертификации. · Данные о продажах + прослушиваниях приведены только на основе сертификации. |              |         |